# 東京企画 (CMサービス)
株式会社東京企画（とうきょうきかく、英: TOKYO KIKAKU Co.,Ltd.）は、東京都千代田区に本社を置く、CMの好感度調査や情報提供を行う企業である。サービス名のCM総合研究所（CMそうごうけんきゅうじょ）でも知られている。
主にCMの好感度の調査や分析を行う。なお、かつて存在した同名の音楽出版社「株式会社東京企画」や映画製作会社「東京企画株式会社」とは無関係である。

## 沿革
- 1976年 - 東京都中央区銀座で創業し、マーケティング企画・出版編集を中心とした営業を行う[2]。
- 1984年 - CM総合研究所および、CM DATABANKを設立する[2]。
- 1987年 - 月例「CM好感度調査」を開始[2]。
- 1994年 - 港区芝に社屋を移転する[2]。
- 1996年 - 「番組内CM好感度調査」とCS放送にてCM専門番組「CM INDEX」を開始[2]。
- 2001年 - 東京キー5局の全テレビCMオンエア履歴のデータベース化および、サービス提供を開始[2]。
- 2004年 - 消費者のテレビ視聴実態を研究する「生活時間調査」を開始[2]。
- 2010年 - 調査結果・各種データのウェブによる配信サービスが本格稼働[2]。
- 2011年 - 「生活時間調査に基づくテレビCMの効果測定方法および装置」の特許を取得[2]。
- 2015年 - 現在の場所に社屋を移転。事業名を「CM総合研究所」に統一し、コーポレートロゴを変更[2]。
- 2016年 - AIを活用したCM好感度予測の取り組み、在阪キー5局の全テレビCMオンエア履歴のデータベース化を開始[2]。
- 2019年 - CM好感度予測システム「Mnavi」「Tnavi」のサービス提供を開始[2]。

## 事業
- CM好感度調査の実施[1]
- CM効果と消費者反応に関する研究分析[1]
- 各種データ、分析結果に基づく情報提供、コンサルティング[1]
- 関東・関西エリア、BSデジタル放送のテレビCMデータベースの構築[1]
- SNSをはじめとする各種データとテレビCMとの相関分析[1]
- 各種セミナー、ワークショップの実施[1]
- 「BRAND OF THE YEAR」発表・記念セレモニーの開催、運営[1]
- 専門誌『CM INDEX』の発行、CM専門テレビ番組『CM INDEX』の制作[1]
- 学術機関、研究団体への情報提供、共同研究[1]